# Лейдис-Майл
Лейдис-Майл (англ. Ladies' Mile, в переводе: «Дамская миля») — исторический торговый квартал в составе района Флэтайрон в Мидтауне Манхэттена, Нью-Йорк. Лейдис-Майл ограничен 14-й и 23-й улицами, Бродвеем и Шестой авеню.
Подъём района пришёлся на начало второй половины XIX века, когда в 1858 году на углу Шестой авеню и 14-й улицы открылся магазин Macy’s, а спустя два года в престижном Отеле Пятой авеню на пересечении с 23-й улицей остановился принц Уэльский Эдуард VII.
На протяжении последующих 20 лет в районе открылось множество престижных магазинов, среди которых были Lord & Taylor, B. Altman and Company, Arnold Constable & Company, W. & J. Sloane, Tiffany & Co., Gorham Silver и Brooks Brothers. Помимо торговой направленности в районе процветали рестораны, музыкальные и книжные магазины, издательские дома. Возводимые на Лейдис-Майл дома зачастую имитировали европейский стиль.
В магазинах Лейдис-Майл закупались многие первые леди США, а также именитые актрисы: Этель Берримор, Лилиан Рассел и Лилли Лэнгтри, а также видная коллекционер и меценат Изабелла Стюарт Гарднер. В районе проживали писательницы Эмили Пост и Эдит Уортон, а также журналист и политик Хорас Грили.
Прокладка в 1878 году эстакадной железной дороги вдоль Шестой авеню способствовала ещё большему притоку покупателей. Однако золотой век Лейдис-Майл продлился недолго. К концу Первой мировой войны многие магазины переехали к северу от района. Освободившиеся здания были заняты мануфактурами, а позже стали использоваться в качестве жилых домов.
В 1989 году комиссия Нью-Йорка по охране достопримечательностей присвоила Лейдис-Майл статус исторической городской достопримечательности. Начиная с 1990-х годов и начала XXI века наблюдается возрождение интереса к коммерческой привлекательности района.